# Tinh vân Ngọn Lửa
Tinh vân Ngọn lửa, được chỉ định là NGC 2024 và Sh2-277, là một tinh vân phát xạ trong chòm sao Lạp Hộ. Nó cách xa khoảng 900 đến 1.500 năm ánh sáng.
Ngôi sao sáng Alnitak (ζ Ori), ngôi sao cực đông trong Vành đai Orion, chiếu ánh sáng cực tím năng lượng vào ngọn lửa và điều này đánh bật các electron khỏi đám mây khí khổng lồ nằm ở đó. Phần lớn các kết quả phát sáng khi các electron và ion hydro hóa tái tổ hợp. Khí và bụi đen bổ sung nằm ở phía trước phần sáng của tinh vân và đây là nguyên nhân gây ra mạng tối xuất hiện ở trung tâm của khí phát sáng. Tinh vân Ngọn lửa là một phần của Phức hợp Đám mây Phân tử Orion, một vùng hình thành sao bao gồm Tinh vân Đầu Ngựa nổi tiếng.
Ở trung tâm của Tinh vân Ngọn lửa là một cụm sao mới hình thành, 86% trong số đó có đĩa sao. Các quan sát tia X của Đài thiên văn tia X Chandra cho thấy hàng trăm ngôi sao trẻ, trong số ước tính 800 ngôi sao. Hình ảnh tia X và hồng ngoại chỉ ra rằng các sao trẻ nhất tập trung gần trung tâm của cụm.

## Hình ảnh

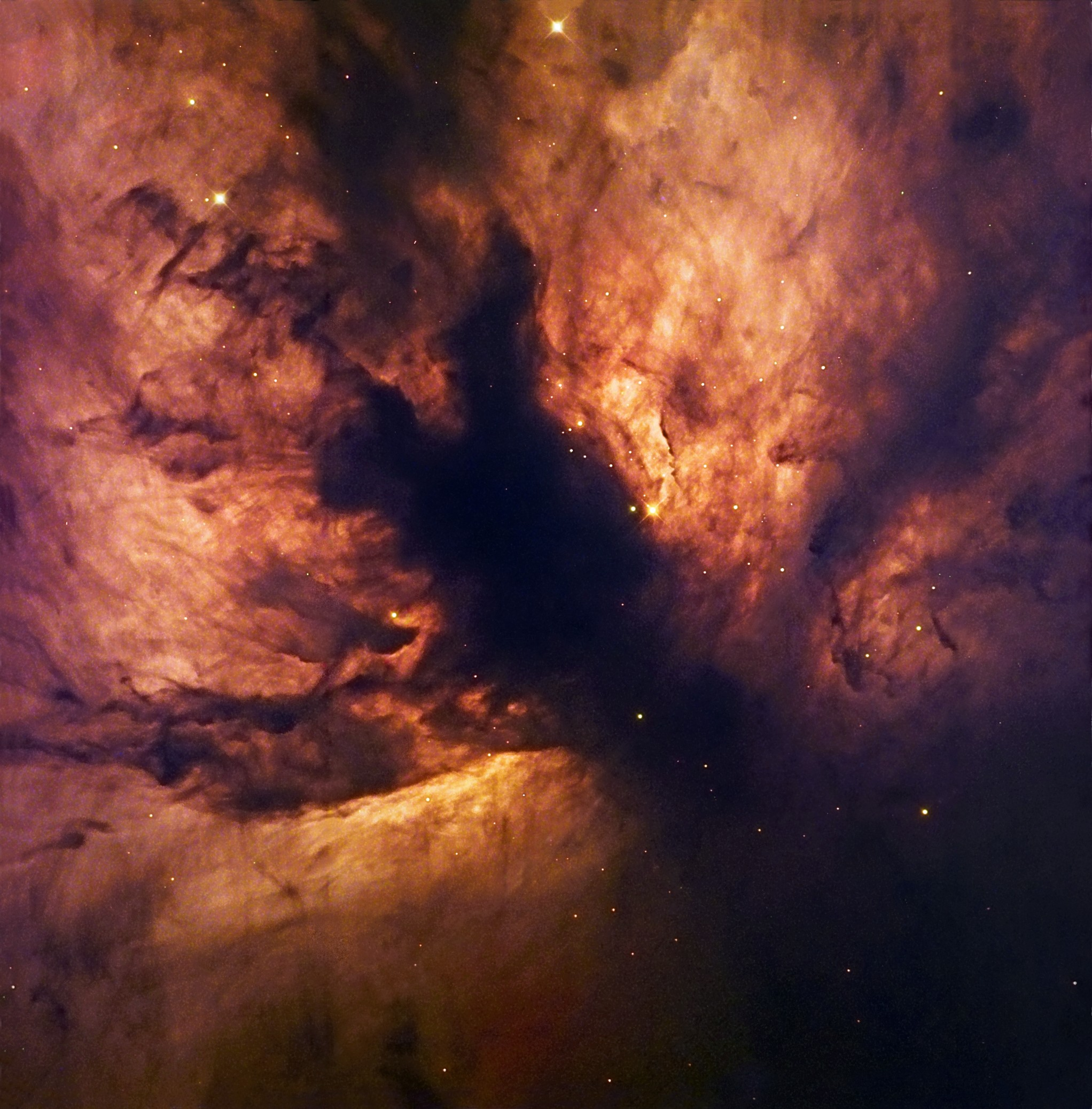
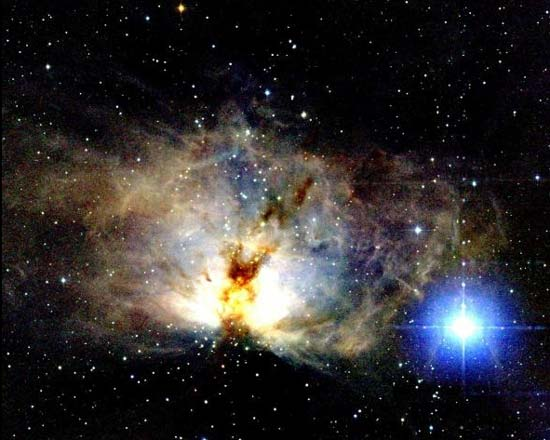
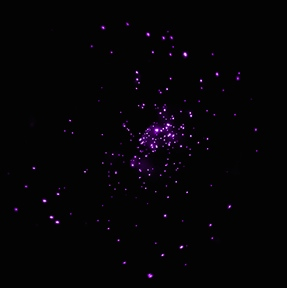
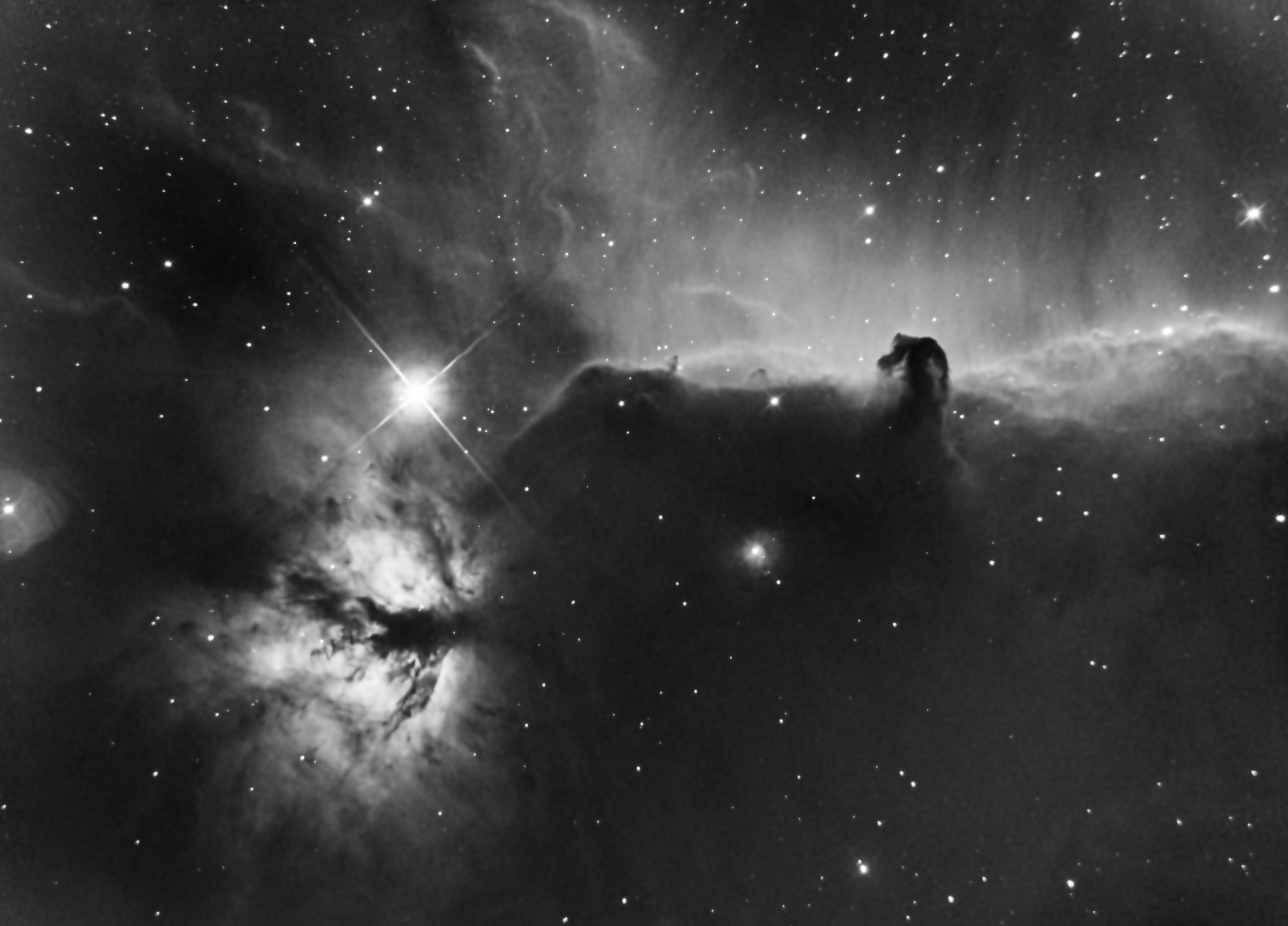